# Omán en los Juegos Olímpicos de Sídney 2000
Omán estuvo representado en los Juegos Olímpicos de Sídney 2000 por seis deportistas masculinos que compitieron en tres deportes.
El portador de la bandera en la ceremonia de apertura fue el atleta Mohamed Al-Malki. El equipo olímpico omaní no obtuvo ninguna medalla en estos Juegos.